# Vinadio

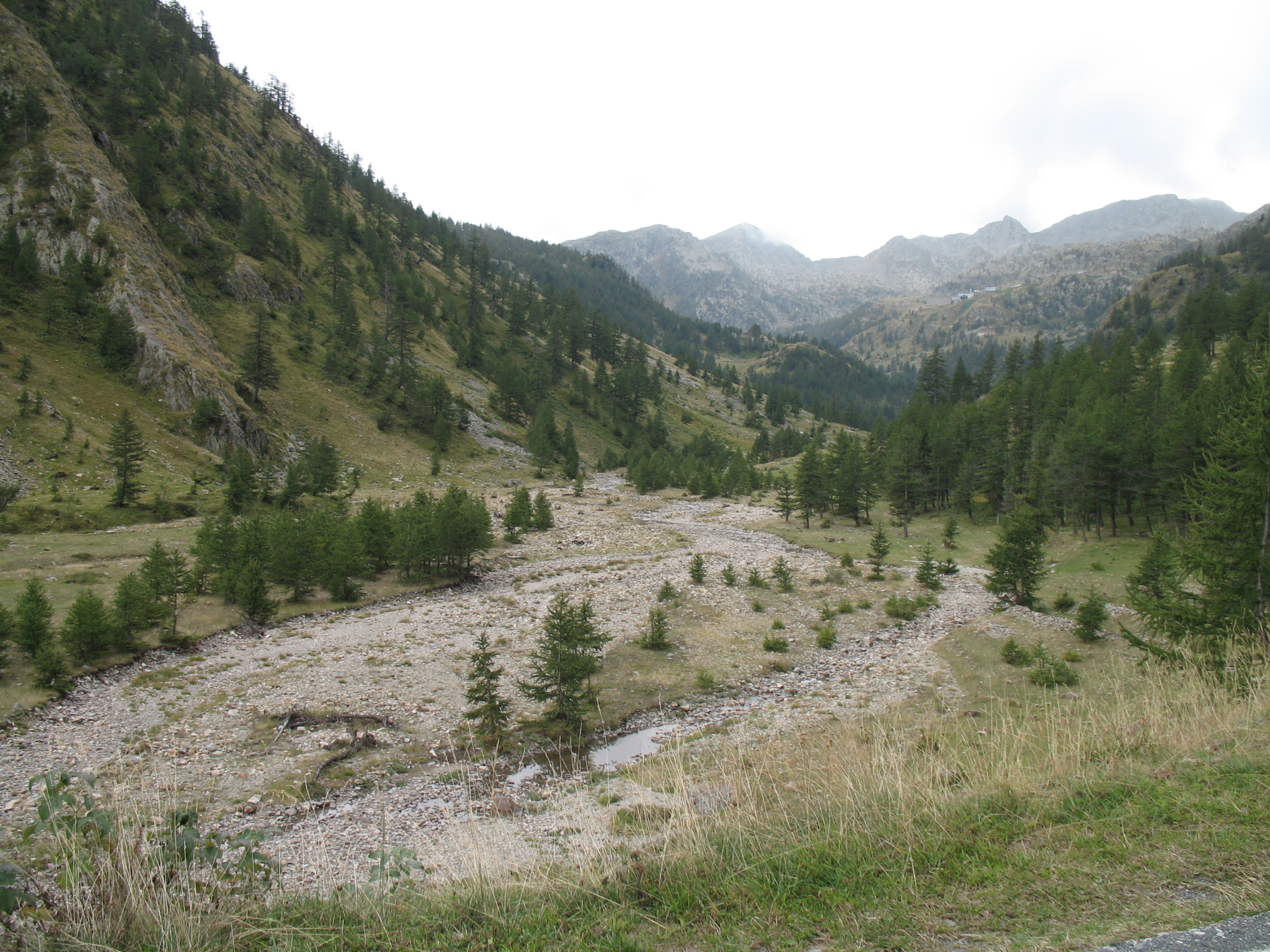
Panorama do Vale de Stura di Demonte, Vinadio

Vinadio é uma comuna italiana da região do Piemonte, província de Cuneo, com cerca de 731 habitantes. Estende-se por uma área de 182 km², tendo uma densidade populacional de 4 hab/km². Faz fronteira com Aisone, Demonte, Isola (FR-06), Pietraporzio, Saint-Étienne-de-Tinée (FR-06), Sambuco, Valdieri.

## Demografia
| Variação demográfica do município entre 1861 e 2011                               |
|                                                                                   |
| Fonte: Istituto Nazionale di Statistica (ISTAT) - Elaboração gráfica da Wikipedia |